# نظرية المؤامرة (فلم)
نظرية المؤامرة (بالإنجليزية: Conspiracy Theory) هو فيلم حركة صدر في سنة 1997. الفيلم من إخراج ريشارد دونر من بطولة ميل غيبسون وجوليا روبرتس وباتريك ستيوارت. يحكي قصة سائق أجرة غريب الأطوار يؤمن بأنّ كثيراً من الأحداث العالمية هي مؤامرات حكومية.

## الميزانية والإيرادات
بلغت تكلفة إنتاج الفيلم حوالي 80 مليون دولار بينما حقق أرباحا تقدر بـ 136.9 مليون دولار.

## وصلات خارجية
- مقالات تستعمل روابط فنية بلا صلة مع ويكي بيانات